# رامادا
رامادا (انگلیسی: Ramada) شرکت مهمان‌نوازی آمریکایی است، که در سال ۱۹۵۳ توسط ماریون ایزبل تأسیس شد.